# Hans Molly
Hans Molly (Trieste, 1902 — 9 de novembro de 1994) foi um engenheiro alemão.

## Vida
Molly estudou engenharia mecânica na Universidade Técnica de Dresden, onde se formou em 1928, discípulo de Karl Kutzbach. Trabalhou em seguida trabalhou até 1935 na ZF Friedrichshafen, e depois na Askania Werke em Berlim. Após a Segunda Guerra Mundial teve sua própria firma.
De 1963 a 1990 foi docente na Universidade de Karlsruhe, trabalhando com máquinas hidrostáticas, período em que registrou diversas patentes.
Molly era casado e morava em Malsch, nas imediações de Karlsruhe.